# Струя (платформа)
Струя́ — остановочный пункт Казанского направления Горьковской железной дороги. Первый на Горьковской железной дороге и последний в Московской области при движении от Москвы. Это единственный остановочный пункт Горьковской железной дороги, находящийся в Московской области.
Остановочный пункт расположен в посёлке Струя городского округа Шатура Московской области. В эту деревню  можно попасть только по железной дороге, для легковых автомобилей она недоступна. Деревня не имеет своих органов самоуправления и с 2004 года входит в Пустошинский сельский округ.
Останавливаются поезда маршрута Черусти — Вековка и Вековка — Черусти. (5 пар ежедневно)
Имеется две боковые платформы — высокая (на Москву) и низкая (от Москвы). Билетная касса отсутствует.